# ذخیره‌گاه حیات وحش کاتانگا
ذخیره‌گاه حیات وحش کاتانگا (به لاتین: Katonga Wildlife Reserve) یک پارک ملی در اوگاندا است که در اوگاندا واقع شده‌است.